# Conothamnus trinervis
Conothamnus trinervis är en myrtenväxtart som beskrevs av John Lindley. Conothamnus trinervis ingår i släktet Conothamnus och familjen myrtenväxter. Inga underarter finns listade i Catalogue of Life.